# Battle Symphony
Battle Symphony è un singolo del gruppo musicale statunitense Linkin Park, pubblicato il 17 marzo 2017 come secondo estratto dal settimo album in studio One More Light.

## Descrizione
Quarta traccia del disco, si tratta di un brano prettamente pop interamente cantato da Chester Bennington. La struttura principale risulta dominata da vari sintetizzatori e una base di ispirazione hip hop che la critica specializzata ha accostato a quella del singolo del 2010 Waiting for the End, mentre le parti di chitarra (seppur presenti) risultano posizionate in secondo piano rispetto ai sopracitati sintetizzatori.
Il testo, scritto da Mike Shinoda, Brad Delson (che hanno anche ricoperto i ruoli di produttori del brano) e Jon Green, è di carattere positivo e invita a non arrendersi mai attraverso un messaggio di determinazione.

## Promozione
Il 14 marzo 2017 i Linkin Park hanno reso disponibile l'intero testo del singolo attraverso il sito Genius, rivelando tuttavia che non sarebbe stato un singolo ufficiale di One More Light. Tre giorni più tardi, tuttavia, Battle Symphony è stato pubblicato per il download digitale e nello stesso giorno è stato diffuso un lyric video diretto da Rafatoon e che mostra vari paesaggi naturali accompagnati dal testo del brano in sovraimpressione.

## Tracce
Testi di Mike Shinoda, Brad Delson e Jon Green, musiche dei Linkin Park.
1. Battle Symphony – 3:36

## Formazione
Hanno partecipato alle registrazioni, secondo le note di copertina di One More Light:
Gruppo
- Chester Bennington – voce
- Rob Bourdon – batteria
- Brad Delson – chitarra
- Phoenix – basso
- Joe Hahn – campionatore, programmazione
- Mike Shinoda – tastiera, cori

Produzione
- Mike Shinoda – produzione, ingegneria del suono, direzione creativa, fotografia aggiuntiva
- Brad Delson – produzione
- Ethan Mates – ingegneria del suono
- Josh Newell – ingegneria del suono
- Alejandro Baima – assistenza tecnica
- Warren Willis – assistenza tecnica
- Jerry Johnson – assistenza tecnica
- Andrew Bolooki – produzione vocale
- Manny Marroquin – missaggio
- Chris Galland – ingegneria al missaggio
- Jeff Jackson – assistenza
- Robin Florent – assistenza
- Chris Gehringer – mastering

## Classifiche
| Classifica (2017)                | Posizione massima |
| -------------------------------- | ----------------- |
| Germania                         | 95                |
| Portogallo                       | 71                |
| Stati Uniti (rock & alternative) | 11                |
| Svizzera                         | 90                |
| Ungheria                         | 21                |